# Атымья (посёлок)
Атымья — посёлок муниципальном округе Пелым Свердловской области России.
Ранее посёлок входил в состав Пелымского поссовета города Ивделя.

## Географическое положение
Посёлок Атымья расположен в 17 километрах (по автодорогам в 20 километрах) к востоко-северу-востоку от посёлка Пелым, в лесной местности, на правом берегу реки Атымьи (левого притока реки Пелым).
В посёлке находится станция Атымья Свердловской железной дороги. В 200 метрах севернее посёлка проходит наземный газопровод Игрим — Серов с диаметром трубы 1020 мм. В трёх километрах к северу пролегает несколько ниток наземных газопроводов большого диаметра из Уренгоя в Центральную Россию. Высоковольтная линия электропередач напряжением 110 кВ, проходит параллельно им и питает посёлок электроэнергией.

## История посёлка
Название реки Атымьи, давшей название посёлку, согласно русско-мансийскому словарю Е. И. Ромбандеева и Е. А. Кузакова, изданному в 1982 году, происходит от мансийского Атыӈ-Я, что значит сладкая, вкусная или ароматная река.
На берегах реки обнаружено около двух десятков археологических памятников различных эпох. В 80-х годах XX века в ходе раскопок были сделаны интересные находки, в частности, атымский клад периода Пелымского княжества, представляет собой набор женских украшений из оловянистой бронзы. А энеолитический памятник Атымья VII стал родоначальником целого ряда памятников Атымьинского типа.
Атымья основана в 1961 году как посёлок лесозаготовителей.
Атымский леспромхоз располагался на 112 км железной дороги Ивдель — Обь. Образован в январе 1964 года на основании постановления Среднеуральского совнархоза; вошел в состав треста «Серовлес». Начало строительства — 1961 год. Леспромхоз был спроектирован и строился для работы по новой технологии лесозаготовок — поставка древесины в хлыстах во двор потребителя по путям МПС. Проектная мощность по вывозке — 500 тыс. м3, площадь сырьевой базы — 221 тыс. га, эксплуатационный запас 13,2 млн м3. Пути транспортного освоения сырьевой базы — лесовозная железнодорожная ветка нормальной колеи и автомобильная лесовозная дорога с твёрдым покрытием.
Вплоть до конца 80-х годов XX века благоустраивался посёлок, строилось жильё и объекты соцкультбыта: школа, клуб, библиотека, дом быта, детский сад и ясли. В посёлке работало несколько магазинов, столовая, пекарня. Вся эта инфраструктура и большая часть жилого фонда отапливалась центральной котельной. У предприятия было своё подсобное хозяйство с теплицами и коровником.
В 1993 году леспромхоз стал открытым акционерным обществом. С переходом на рыночные отношения его производственная деятельность и финансовое состояние пришли в упадок. Люди массово стали уезжать из посёлка.
В период с 2000 года по настоящее время посёлок Атымья был полностью газифицирован, в четырёх километрах к северу от него была построена автотрасса Ивдель — Ханты-Мансийск. Рабочие места в посёлке представлены, в основном, бюджетной сферой и частной торговлей. Большая часть трудоспособного населения трудится в Пелымском ЛПУ МГ ООО «ГазпромТрансгазЮгорск». Истощённая лесосырьевая база, представленная вторичными смешанными молодняками и низкобонитетными перестойными древостоями, не представляет интереса для инвесторов.

## Инфраструктура
Работают Дом культуры и Атымская средняя школа, пожарная часть, метеостанция, железная дорога, лесничество, ФАП, почтовое отделение, частные магазины.

## Население
В последние двадцать лет население посёлка неуклонно сокращалось.
| 2002 | 2010 |
| ---- | ---- |
| 937  | ↘793 |